# Venera 1
Venera 1 (tiếng Nga: Венера-1 có nghĩa là Sao Kim 1), còn được gọi là Venera-1VA No.2 và thỉnh thoảng ở phương Tây được gọi là Sputnik 8, là phi thuyền đầu tiên bay sát qua sao Kim, như một phần của chương trình Venera của Liên Xô. Ra mắt vào tháng 2 năm 1961, nó bay qua sao Kim vào ngày 19 tháng 5 cùng năm; tuy nhiên, tiếp xúc vô tuyến với tàu thăm dò này bị mất trước khi bay tới, khiến tàu không trả lại dữ liệu về Trái Đất.

## Tàu vũ trụ
Venera 1 là một tàu vũ trụ thăm dò 643,5 kg (1,419 lb) bao gồm một thân hình trụ 1,05 mét (3 ft 5 in) đường kính đứng đầu một mái vòm, tổng chiều cao 2,035 mét (6 ft 8,1 in). Khối trụ này được tăng áp lực lên 1.2 áp suất khí quyển tiêu chuẩn (120 kPa) với nitơ khô, với quạt bên trong để duy trì sự phân bố nhiệt. Hai tấm pin mặt trời được kéo dài từ hình trụ chính, sạc một loạt pin bạc-kẽm. Một ăng ten lưới dây parabol 2 mét được thiết kế để gửi dữ liệu từ sao Kim đến Trái Đất với tần số 922,8 MHz. Một ăng-ten 2,4 mét được sử dụng để truyền tín hiệu sóng ngắn trong giai đoạn gần Trái Đất của nhiệm vụ. Ăng-ten tứ giác một chiều gắn trên các tấm pin mặt trời cung cấp liên lạc thông thường và liên lạc telecommand với Trái Đất trong suốt nhiệm vụ, trên một dải tần số phân cực tròn.
Venera 1 được trang bị các dụng cụ khoa học bao gồm một từ kế cửa thông gắn với sự bùng nổ của ăng-ten, hai bẫy ion để đo gió mặt trời, máy dò micrometeorite, và các ống đếm Geiger và một máy phun ion natri iodide để đo bức xạ vũ trụ. Một thí nghiệm gắn liền với một bảng điều khiển năng lượng mặt trời được đo nhiệt độ. Hồng ngoại và/hoặc tia cực tím radiometers có thể đã được bao gồm. Mái vòm chứa một động cơ KDU-414 được sử dụng để điều chỉnh hướng của tàu vũ trụ giữa đường đi. Kiểm soát nhiệt độ đã đạt được bằng cửa chớp nhiệt cơ giới.
Trong hầu hết các chuyến bay của nó, Venera 1 được quay một cách ổn định. Đây là tàu vũ trụ đầu tiên được thiết kế để thực hiện hiệu chỉnh giữa đường đi, bằng cách nhập một chế độ ổn định 3 trục tọa độ, với chuẩn tập trung vào Mặt trời và sao Canopus. Nếu nó đến được sao Kim, nó sẽ đi vào một chế độ ổn định 3 trục tọa độ khác, lấy Mặt Trời và Trái Đất làm chuẩn mới, và sử dụng lần đầu tiên một ăng-ten parabol để chuyển tiếp dữ liệu.

## Phóng lên
Venera 1 là tàu thứ hai trong hai nỗ lực phóng một tàu thăm dò tới sao Kim vào tháng 2 năm 1961, ngay sau khi chiếc tàu chị em Venera-1VA No.1 được phóng lên, nhưng nó không đủ khả năng thoát khỏi quỹ đạo Trái Đất. Các chuyên gia Liên Xô đã phóng Venera-1 bằng tên lửa mang tên Molniya từ sân bay vũ trụ Baikonur. Lần phóng lên diễn ra vào lúc 00:34:36 UTC vào ngày 12 tháng 2 năm 1961.
Tàu vũ trụ, cùng với giai đoạn Blok-L phía trên của tên lửa, ban đầu được đẩy vào quỹ đạo Trái Đất thấp 229 × 282 km, trước khi giai đoạn trên đẩy Venera 1 vào một quỹ đạo nhật tâm, hướng về phía sao Kim. Động cơ 11D33 là động cơ tên lửa đốt theo giai đoạn đầu tiên trên thế giới, và cũng là lần đầu tiên sử dụng động cơ ullage để cho phép động cơ tên lửa nhiên liệu lỏng khởi động trong không gian.